# Tanga, Tanzania

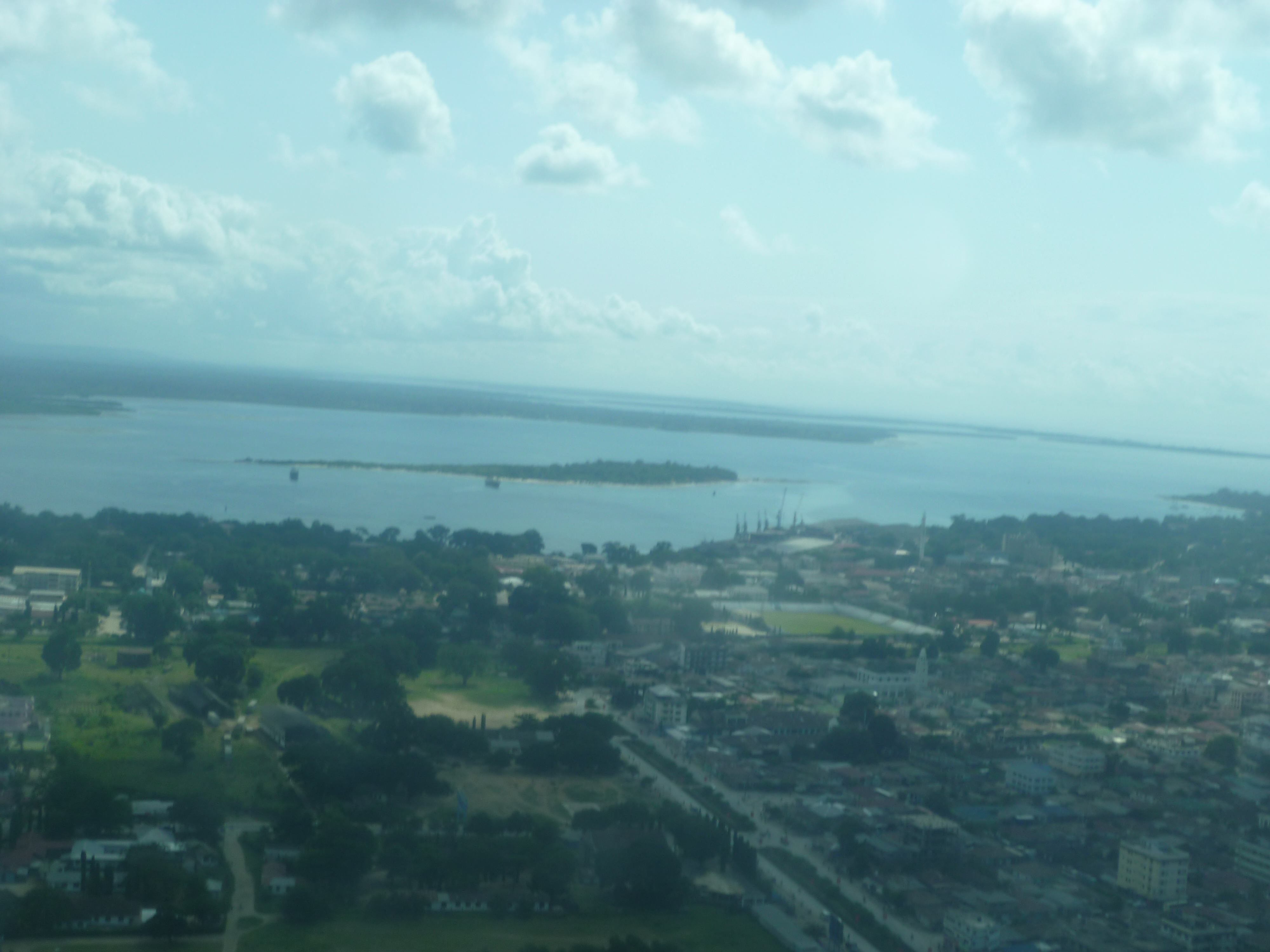
Tanga

Tanga là thành phố ở đông bắc của Tanzania, là thủ phủ của Vùng Tanga bên Vịnh Tanga thuộc Ấn Độ Dương. Thành phố này có dân số năm là 243.580 người. Đây là một trung tâm vận tải thủy và bộ và đường ray của khu vực cây công nghiệp như đay, cà phê, trà, bông vải. Tanga là thành phố cảng quan trọng nhất trong quốc gia này. Các sản phẩm của thành phố này có: thực phẩm, sản phẩm da, vải sợi và đồ thủ công mỹ nghệ. Các tàn tích của Iran vào thế kỷ 14 nằm ở trên một hòn đảo ở bến cảng. Gần thành phố có các suối lưu huỳnh và các động Amboni. Người Đức đã đến đây và kéo cờ Đức năm 1888 và đã phát triển nó thành một thương cảng cho những thương nhân kinh doanh.